# Kvantifikátor
Kvantifikátory jsou operátory používané v matematice a logice (predikátové logice). Slouží pro vyjadřování míry přítomnosti dané vlastnosti (predikátu) v jisté třídě objektů. Rozlišují se dva základní druhy kvantifikátorů – obecný (∀) s významem „pro každý“ a existenční (∃) s významem „existuje“.
Kvantifikátor referuje vždy o celé dané třídě objektů, což je významné zejména tehdy, je-li tato třída nekonečná. V takovém případě je totiž kvantifikátor nenahraditelný ostatními výrazovými prostředky logiky. Například větu: „Každé sudé číslo větší než 2 je součtem dvou prvočísel“ (viz Goldbachova hypotéza) nelze přeříkat jako: „Číslo 4 je součtem dvou prvočísel, číslo 6 je součtem dvou prvočísel, číslo 8 je…“, neboť zápis by byl nekonečný.

## Zobecnění
Jak bylo řečeno výše, kvantifikátory vždy referují o objektech, jimž přisuzují nějaké vlastnosti. Nabízejícím se zobecněním je umožnění kvantifikace vlastností, tj. výrazů typu: „Pro každou vlastnost platí, že…“ či „Existuje vlastnost, že…“. Takovéto zobecněné kvantifikátory se nazývají kvantifikátory vyšších řádů.
Je nutné vždy důsledně rozlišovat mezi kvantifikátory vyšších řádů a kvantifikátory klasickými. Jejich pomíchání (v teorii množin vyjádřené nerozlišováním mezi množinami a vlastními třídami) vede k mnoha paradoxům, z nichž nejznámější je Russellův paradox.